# (24048) Pedroduque
(24048) Pedroduque (1999 TL11) – planetoida z pasa głównego asteroid okrążająca Słońce w ciągu 3,82 lat w średniej odległości 2,44 j.a. Odkryta 10 października 1999 roku.